# Sigwardsweg

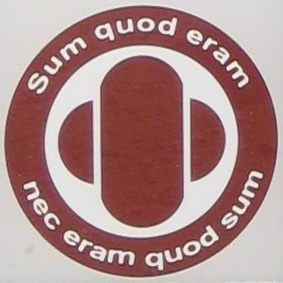
Signet des Sigwardswegs mit dem Motto Sum quod eram, nec eram quod sum

Der Sigwardsweg ist eine 2009 eingerichtete touristische und spirituelle Wanderroute. Sie heißt nach dem Mindener Bischof Sigward von Minden († 1140) und führt als Rundweg in 10 Etappen über etwa 170 km durch das Gebiet des untergegangenen Bistums Minden vom Mindener Dom bis zur Sigwardskirche in Idensen und zurück.

## Verlauf
Der Sigwardsweg kann als Rundwanderweg begangen werden. Alternativ ist die Aufteilung in eine rund 78 km Südroute (Minden – Bückeburg – Porta Westfalica – Bad Nenndorf – Idensen) und eine rund 90 km lange Nordroute (Idensen – Loccum – Stolzenau – Petershagen – Minden) möglich.
Die Nordroute verläuft überwiegend durch das flache Wesertal und damit häufig auf denselben Wege wie der Weserweg ( W ), wie der Pilgerweg Via Scandinavica (genauer, dessen westliche Route Soltau – Minden; ) und wie der Pilgerweg Kloster Mariensee – Loccum ( + ). Beim Kloster Loccum besteht die Möglichkeit zum Übergang auf den Pilgerweg Loccum–Volkenroda ( + ). Bei Idensen kreuzt die Nordroute den E1 ().
Die Südroute ist bergiger und führt größtenteils durch die Mittelgebirge Wiehengebirge, Wesergebirge und Bückeberge. Erst im Deister-Süntel-Tal bei Rodenberg wird das Gelände zunehmend flacher und geht in die Norddeutsche Tiefebene über. In Minden beginnend führt der Weg Richtung Süden westlich der Weser zunächst zur Porta Westfalica mit dem Kaiser-Wilhelm-Denkmal. Bis hierher wird der Weg überwiegend ähnlich wie der Weserweg ( W ) und der Jakobsweg Richtung Soest () geführt. Am Denkmal besteht die Möglichkeit des Übergangs zum Wittekindsweg () bzw. zum E11 () sowie zum Arminiusweg (). Nach Überquerung der Weser verläuft die Südroute zunächst parallel zum Wesergebirgsweg bzw. Weserberglandweg ( XW ) und dem Bückeberg-Weg ( X11 ) durch das Wesergebirge. Über Bückeburg führen Südroute und Bückeberg-Weg auf überwiegend derselben Route durch das Schaumburger Land und erreichen über den Harrl mit Idaturm und über den Kamm der Bückeberge Bad Nenndorf. Beim Bückeberg kreuzt der Pilgerweg Loccum–Volkenroda; in Bad Nenndorf mit dem E1 () erneut ein Europäischer Fernwanderweg. Ab Bad Nenndorf führt der Sigwardsweg entweder auf derselben Route wie der E1 bzw. als Parallelweg bis nach Idensen.
| Südroute | Nordroute |
| --- | --- |
| - Etappe 1: Minden—Hausberge (13 km) - Mindener Dom - Marienkirche (Minden) - St. Martini (Minden) - St. Simeonis (Minden) - Petrikirche (Minden) - Historische Kapelle Barkhausen - Margarethenklus - Kreuzkirche (Wittekindsberg) - Etappe 2: Hausberge—Bückeburg (15 km) - Porta-Kanzel, ehemalige Antoniuskapelle - St. Walburga (Porta Westfalica) - Laurentiuskapelle (Nammen) - Evangelische Kirche Kleinenbremen - Bückeburger Stadtkirche - Schlosskapelle Bückeburg - Jetenburger Kirche - Etappe 3: Bückeburg—Obernkirchen (11 km) - Stift Obernkirchen - Stiftskirche St. Marien (Obernkirchen) - Etappe 4: Obernkirchen—Bad Nenndorf über den Bückeberg (25 km) - Kirche Apelern - St. Jacobi (Rodenberg) - St. Johannes (Rodenberg) - St. Godehardi (Bad Nenndorf) - Etappe 5: Bad Nenndorf—Idensen (15 km) - Sigwardskirche (Idensen) | - Etappe 6: Idensen—Loccum (21 km) - Katharinenkirche (Bergkirchen) - Friederikenkapelle (Bad Rehburg) - Luccaburg - Kloster Loccum - Etappe 7: Loccum—Stolzenau (17 km) - Evangelische Kirche Heimsen - Evangelische Kirche Schlüsselburg - Etappe 8: Stolzenau—Großenheerse (24 km) - Kloster Schinna - Klosterkirche Nendorf - Evangelische Kirche (Buchholz) - Etappe 9: Großenheerse—Petershagen (15 km) - Lutherkirche (Raddestorf) - Apostelkirche (Ovenstädt) - Petrikirche (Petershagen) - Etappe 10: Petershagen—Minden (15 km) - Marienkirche (Minden) - St. Martini (Minden) - St. Simeonis (Minden) - Petrikirche (Minden) - Mindener Dom |

## Pilgerzeichen
Für den Sigwardsweg gibt es beim Pilgerbüro in Minden einen Pilgerausweis, an den Wegstationen die zugehörigen Stempel. Wer die Nord- oder die Südroute zurückgelegt hat, kann eine blaue, wer den gesamten Weg zurückgelegt hat, eine rote Pilgerurkunde erhalten.